# Мој мали пони: Живот понија
Мој мали пони: Живот понија (енгл. My Little Pony: Pony Life) је ирско-америчка анимирана телевизијска серија творца Кејти Чилсон чија је премијера била 7. новембра 2020. године на Discovery Family-у. Заснована је на франшизи Мој мали пони Hasbro-а. Наставак је и спин-оф серије Мој мали пони: Пријатељство је чаролија и укупно пета анимирана серија заснована на франшизи. Серија је продуцирана од стране Entertainment One-а, у сарадњи са Allspark Animation-ом (који је упијен у eOne после прве сезоне) и Boulder Media-е, и садржи нови уметнички стил и наратив кришке живота. Серија се такође фокусира на комичнију тему од свог претходника. За разлику од серије Пријатељство је чаролија, свака епизода траје 11 минута и састоји се од два петоминутна сегмента.
Друга сезона серије је најављена 10. априла 2021. године.
Српска премијера била је 1. јуна 2021. године на Minimax-у, синхронизована на српски. Синхронизацију је радио студио Студио.

## Гласовне улоге
| Улога              | Оригинални глас    | Српски глас              |
| ------------------ | ------------------ | ------------------------ |
| Твајлајт Спаркл    | Тара Стронг        | Мариана Аранђеловић      |
| Пинки Пај          | Андреа Либман      | Јелена Јовичић           |
| Флатершај          | Андреа Либман      | Јелена Јовичић           |
| Рерити             | Табита Сент Жермен | Снежана Јеремић Нешковић |
| Еплџек             | Ешли Бол           | Александра Ширкић        |
| Рејнбоу Деш        | Ешли Бол           | Александра Ширкић        |
| Спајк              | Табита Сент Жермен | Снежана Јеремић Нешковић |
| принцеза Селестија | Никол Оливер       | Јелена Јовичић           |
| Фенси Пентс        | Тревор Девал       | Марко Марковић           |
| Скуталу            | Мадлен Питерс      | Снежана Јеремић Нешковић |
| Епл Блум           | Мишел Кербер       | Јелена Јовичић           |
| Свити Бел          | Клер Корлет        | Александра Ширкић        |
| Несклад            | Питер Њу           | Марко Марковић           |
| Трикси Луламун     | Кетлин Бар         | Јелена Јовичић           |
| Поушон Нова        | Шанел Пелосо       | Снежана Јеремић Нешковић |
| Снејлс             | Ричард Ијан Кокс   | Марко Марковић           |
| Снипс              | Ијан Ханлин        | Марко Марковић           |
| Булк Бајсепс       | Мајкл Добсон       | Марко Марковић           |
| Херд Хепи          | Лик Родерик        | Марко Марковић           |
| принцеза Кејденс   | Брит Макилип       | Александра Ширкић        |

## Епизоде
| Сезона | Сезона | Епизоде | Епизоде | Оригинално емитовање | Оригинално емитовање |
| Сезона | Сезона | Епизоде | Епизоде | Премијера            | Финале               |
| ------ | ------ | ------- | ------- | -------------------- | -------------------- |
|        | 1.     | 26      | 26      | 7. новембар 2020.    | 6. фебруар 2021.     |
|        | 2.     | 14      | 14      | 10. април 2021.      | 22. мај 2021.        |